# Sergey Zasimovich
 (décembre 2023).
Si vous disposez d'ouvrages ou d'articles de référence ou si vous connaissez des sites web de qualité traitant du thème abordé ici, merci de compléter l'article en donnant les références utiles à sa vérifiabilité et en les liant à la section « Notes et références ».
Sergey Zasimovich (né le 11 mars 1986 dans l'oblys de Karaganda) est un spécialiste du saut en hauteur kazakh. Il mesure 1,88 m pour 61 kg. Il détient, avec 2,30 m, réalisé une première fois en 2007 à Bangkok, une des meilleures performances de sa spécialité.

## Palmarès
| Date | Compétition         | Lieu      | Résultat | Marque |
| ---- | ------------------- | --------- | -------- | ------ |
| 2005 | Championnats d'Asie | Incheon   | 12e      | 2,10 m |
| 2006 | Jeux asiatiques     | Doha      | 2e       | 2,23 m |
| 2009 | Championnats d'Asie | Guangzhou | 9e       | 2,10 m |
| 2011 | Championnats d'Asie | Kobe      | 11e      | 2,10 m |

## Records
| Épreuve         | Épreuve   | Performance | Lieu      | Date            |
| --------------- | --------- | ----------- | --------- | --------------- |
| Saut en hauteur | Plein air | 2,30 m      | Bangkok   | 19 juin 2007    |
| Saut en hauteur | Salle     | 2,25 m      | Karaganda | 27 janvier 2008 |